# Theodoria kimurai
Theodoria kimurai là một loài ruồi trong họ Asilidae. Theodoria kimurai được Hradský & Hüttinger miêu tả năm 1984. Loài này phân bố ở vùng Cổ Bắc giới và châu Á.